# 모골인
모골인(Moghol)은 아프가니스탄 헤라트 인근의 쿤두르(Kundur)와 카레즈-이-물라(Karez-i-Mulla) 등지 마을에 사는 몽골계 민족으로, 13~14세기 몽골 제국의 침략 당시 아프가니스탄에 파병되었던 군인들의 후예인 것으로 여겨진다. 과거에는 구르주와 하자라자트, 바다흐샨 지역에도 분포해 있었다.
인구는 약 2,000명으로 추산된다. 이들은 중세 몽골어가 페르시아어의 영향을 받아 형성된 모골어를 사용해 왔으나, 최근에는 대부분의 인구가 주변 민족들처럼 다리어를 사용하여 모골어의 사용자는 2003년 기준 약 200명만이 남아있다. 수니파 이슬람교를 믿는다.

## 같이 보기
- 모골어